# Brevipalpus pseudopinicolus
Brevipalpus pseudopinicolus är en spindeldjursart som beskrevs av Baker och James P. Tuttle 1987. Brevipalpus pseudopinicolus ingår i släktet Brevipalpus och familjen Tenuipalpidae. Inga underarter finns listade.